# Alpes Bávaros
Alpes Bávaros (em alemão:  Nördliche Kalkalpen) são a subcordilheira dos Alpes Orientais a norte dos Alpes Orientais Centrais situada nos estados alpinos da Áustria e sul da Alemanha. Segundo um eixo oeste-leste, os Alpes Bávaros estendem-se desde o vale do rio Reno e Bregenzerwald em Vorarlberg, Áustria, ao longo da fronteira Alemanha-Áustria entre o estado federal alemão da Baviera e o Tirol austríaco, através de Salzburgo, Alta Áustria, Estíria e Baixa Áustria e acabando finalmente em Wienerwald nos limites da cidade de Viena, a leste. 
Os montes mais altos dos Alpes Bávaros são o Parseierspitze (3036 m) nos Alpes de Lechtal e o Hoher Dachstein (2996 m). Outros picos destacados são o Zugspitze, (2962 m), situado sobre a fronteira entre Alemanha e Áustria e a mais alta montanha alemã.
Os Alpes Bávaros, de este a oeste, são formados por:
- Wienerwald (1)
- Alpes de Gutenstein (2)
- Rax e Schneeberg (3)
- Alpes de Mürzsteg (Schneealpe)(4)
- Alpes de Türnitz (5)
- Alpes de Ybbstal (6)
- Hochschwab (7)
- Ennstaler Alpen (incluindo Gesäuse) (8)
- Colinas da Baixa Áustria (9)
- Totes Gebirge (10)
- Hoher Dachstein (11)
- Salzkammergut (12)
- Tennengebirge (13)
- Alpes de Berchtesgaden (14)
- Loferer Steinberge e Leoganger Steinberge (15)
- Alpes de Chiemgau (16)
- Kaisergebirge (17)
- Rofangebirge, Alpes de Brandeburgo (18)
- Prealpes bávaros (Mangfallgebirge, Estergebirge etc.) (19)
- Karwendel (20)
- Wetterstein (21)
- Alpes de Ammergau (22)
- Alpes de Allgäu (23)
- Alpes de Lechtal (24)
- Lechquellengebirge (25)
- Bregenzerwald (26)